# Municipio de Villaflores
El municipio de Villaflores es uno de los 124 municipios que componen al estado mexicano de Chiapas. Su cabecera municipal es la ciudad de Villaflores.

### Vegetación

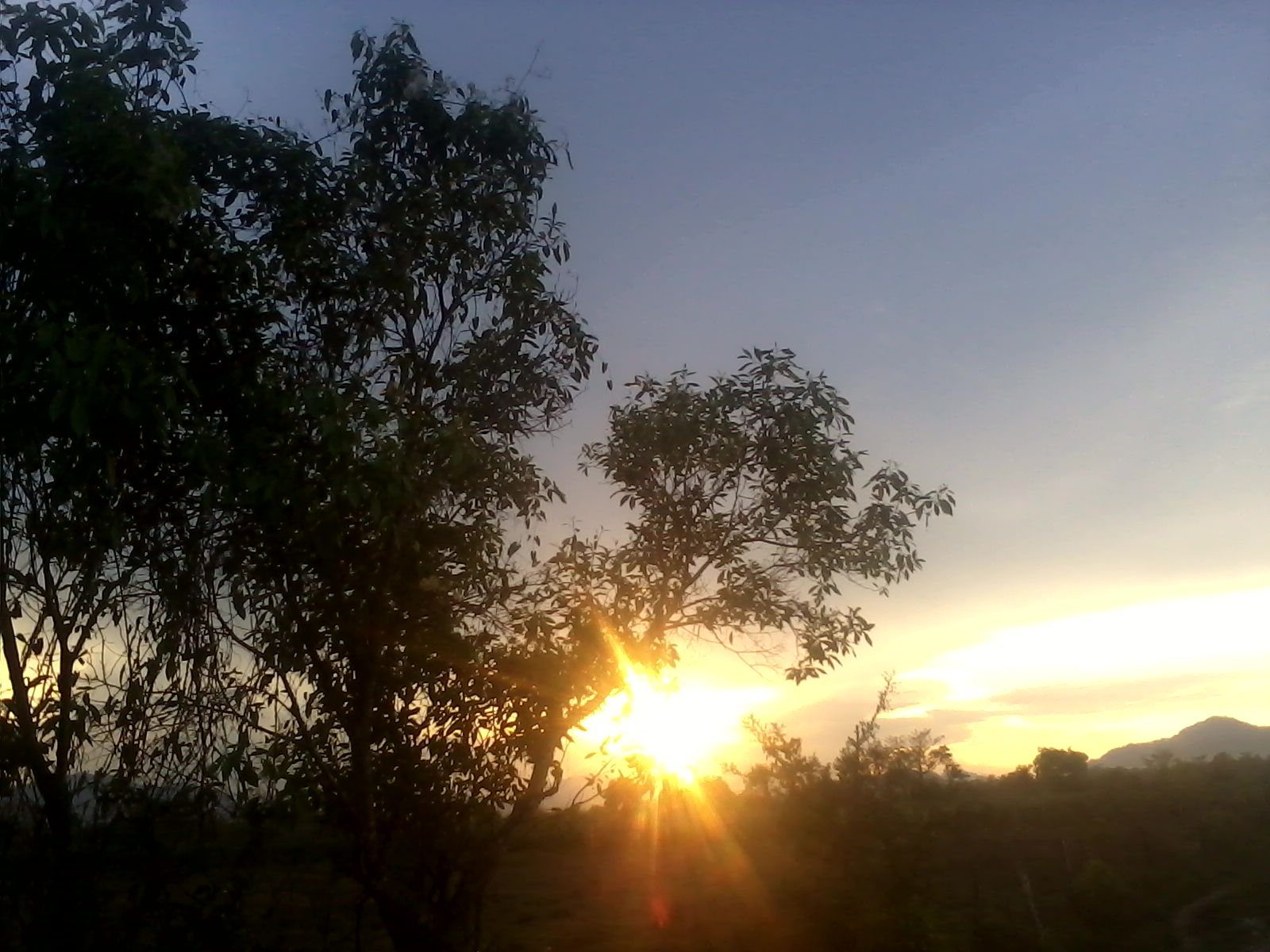
Vegetación típica de Villaflores.